# ジョルジ・ワグネル
ジョルジ・ワグネル・ゴエス・コンセイソン（Jorge Wagner Goés Conceição、1978年11月17日 - ）は、ブラジル・バイーア州フェイラ・デ・サンタナ市出身の元プロサッカー選手。現役時代のポジションはディフェンダー（サイドバック）、ミッドフィールダー、フォワード。

## 経歴
1998年、バイーアでキャリアをスタート。
2001年以降、クルゼイロ、コリンチャンス、インテルナシオナル、サンパウロ、ロコモティフ・モスクワ、レアル・ベティスといった国内外のクラブを渡り歩き、ブラジル全国選手権、コパ・リベルタドーレスといったビッグタイトルを含め、ベティスを除く全てのクラブでタイトルを獲得している。
2011年、J1・柏レイソルへ移籍。第1節清水エスパルス戦で得意のフリーキックから先制点を挙げ、鮮烈なJリーグデビューを飾った。開幕当初は左サイドバックとして起用されていたが、大津祐樹の移籍に伴い、7月頃から本職の中盤へポジションを移した。このコンバートが功を奏し、夏場以降は本領を発揮。リーグ戦11得点を挙げてクラブ初のJ1優勝に大きく貢献し、Jリーグベストイレブンに選出された。FIFAクラブワールドカップ2011では、サンパウロ時代の恩師・ラマーリョとの対戦も実現させた。
2012年、リーグ戦33試合に出場し、7得点を記録。第92回天皇杯決勝ガンバ大阪戦では、 コーナーキックから渡部博文の決勝点をアシストし、天皇杯優勝に貢献した。
2013年はAFCチャンピオンズリーグ参戦による過密日程や、レアンドロ・ドミンゲスの長期離脱に苦しんだクラブを献身的に支え続け、ヤマザキナビスコカップでは、準決勝の横浜F・マリノス戦の1stレグで2ゴールを決め、決勝進出に貢献、決勝の浦和レッズ戦では、決勝点の起点を作り勝利に貢献した。在籍3年間でJリーグ3大タイトルを全て獲得した「優勝請負人」は、同年限りで柏を退団し、母国ブラジルのボタフォゴへ移籍した。
ボタフォゴでは前年までクラレンス・セードルフが着けていた背番号「10」を受け継いでプレーしたが、クラブが深刻な財政危機に陥ったこともあり、2014年8月5日、鹿島アントラーズへ完全移籍した 。同年はリーグ戦8試合に出場したが、2015年1月12日に契約を解除したことが発表され、地元バイーア州のクラブ・ECヴィトーリアに移籍した。

## 人物
- たいへんな人格者として知られ、柏レイソルでの最終戦となった2013年J1最終節終了後、指揮官のネルシーニョは「彼はプロ選手として、1人の人間として、本当に人格者ですから、人としてもプロとしても常に態度が一流で、監督として彼に助けられたことがとても多いので感謝しています」と惜別の言葉を送った[12]。
- 2011年、J1優勝争いの佳境で迎えた第33節セレッソ大阪戦では、幾度か訪れたフリーキックのチャンスでゴールを決められず、引き分けに終わったことを悔やみ、試合後のロッカールームで涙を流していた[13]。

## 個人成績
| 国内大会個人成績 | 国内大会個人成績   | 国内大会個人成績 | 国内大会個人成績 | 国内大会個人成績 | 国内大会個人成績 | 国内大会個人成績 | 国内大会個人成績 | 国内大会個人成績 | 国内大会個人成績 | 国内大会個人成績 | 国内大会個人成績 |
| 年度             | クラブ             | 背番号           | リーグ           | リーグ戦         | リーグ戦         | リーグ杯         | リーグ杯         | オープン杯       | オープン杯       | 期間通算         | 期間通算         |
| 年度             | クラブ             | 背番号           | リーグ           | 出場             | 得点             | 出場             | 得点             | 出場             | 得点             | 出場             | 得点             |
| ブラジル         | ブラジル           | ブラジル         | ブラジル         | リーグ戦         | リーグ戦         | ブラジル杯       | ブラジル杯       | オープン杯       | オープン杯       | 期間通算         | 期間通算         |
| ---------------- | ------------------ | ---------------- | ---------------- | ---------------- | ---------------- | ---------------- | ---------------- | ---------------- | ---------------- | ---------------- | ---------------- |
| 1998             | バイーア           |                  | セリエB          |                  |                  |                  |                  |                  |                  |                  |                  |
| 1999             | バイーア           |                  | セリエB          |                  |                  |                  |                  |                  |                  |                  |                  |
| 2000             | バイーア           | セリエA          |                  |                  |                  |                  |                  |                  |                  |                  |                  |
| 2001             | クルゼイロ         | セリエA          |                  |                  |                  |                  |                  |                  |                  |                  |                  |
| 2002             | クルゼイロ         | セリエA          |                  |                  |                  |                  |                  |                  |                  |                  |                  |
| ロシア           | ロシア             | ロシア           | ロシア           | リーグ戦         | リーグ戦         | ロシア杯         | ロシア杯         | オープン杯       | オープン杯       | 期間通算         | 期間通算         |
| 2003             | ロコモティフ       |                  | プレミア         |                  |                  |                  |                  |                  |                  |                  |                  |
| ブラジル         | ブラジル           | ブラジル         | ブラジル         | リーグ戦         | リーグ戦         | ブラジル杯       | ブラジル杯       | オープン杯       | オープン杯       | 期間通算         | 期間通算         |
| 2003             | コリンチャンス     |                  | セリエA          |                  |                  |                  |                  |                  |                  |                  |                  |
| ロシア           | ロシア             | ロシア           | ロシア           | リーグ戦         | リーグ戦         | ロシア杯         | ロシア杯         | オープン杯       | オープン杯       | 期間通算         | 期間通算         |
| 2004             | ロコモティフ       |                  | プレミア         |                  |                  |                  |                  |                  |                  |                  |                  |
| ブラジル         | ブラジル           | ブラジル         | ブラジル         | リーグ戦         | リーグ戦         | ブラジル杯       | ブラジル杯       | オープン杯       | オープン杯       | 期間通算         | 期間通算         |
| 2005             | インテルナシオナル | 23               | セリエA          | 37               | 10               | -                | -                | -                | -                | 37               | 10               |
| 2006             | インテルナシオナル | 23               | セリエA          | 9                | 2                | -                | -                | -                | -                | 9                | 2                |
| スペイン         | スペイン           | スペイン         | スペイン         | リーグ戦         | リーグ戦         | 国王杯           | 国王杯           | オープン杯       | オープン杯       | 期間通算         | 期間通算         |
| 2006-07          | ベティス           | 17               | プリメーラ       | 10               | 0                | 0                | 0                | -                | -                | 10               | 0                |
| ブラジル         | ブラジル           | ブラジル         | ブラジル         | リーグ戦         | リーグ戦         | ブラジル杯       | ブラジル杯       | オープン杯       | オープン杯       | 期間通算         | 期間通算         |
| 2007             | サンパウロ         | 7                | セリエA          | 34               | 4                | -                | -                | -                | -                | 34               | 4                |
| 2008             | サンパウロ         | 7                | セリエA          | 36               | 2                | -                | -                | -                | -                | 36               | 2                |
| 2009             | サンパウロ         | 7                | セリエA          | 34               | 7                | -                | -                | -                | -                | 34               | 7                |
| 2010             | サンパウロ         | 7                | セリエA          | 21               | 0                | -                | -                | -                | -                | 21               | 0                |
| 日本             | 日本               | 日本             | 日本             | リーグ戦         | リーグ戦         | リーグ杯         | リーグ杯         | 天皇杯           | 天皇杯           | 期間通算         | 期間通算         |
| 2011             | 柏                 | 15               | J1               | 31               | 11               | 2                | 0                | 3                | 1                | 36               | 12               |
| 2012             | 柏                 | 15               | J1               | 33               | 7                | 3                | 1                | 5                | 0                | 41               | 8                |
| 2013             | 柏                 | 15               | J1               | 27               | 2                | 5                | 2                | 0                | 0                | 32               | 4                |
| ブラジル         | ブラジル           | ブラジル         | ブラジル         | リーグ戦         | リーグ戦         | ブラジル杯       | ブラジル杯       | オープン杯       | オープン杯       | 期間通算         | 期間通算         |
| 2014             | ボタフォゴ         | 10               | セリエA          | 7                | 0                | -                | -                | -                | -                | 7                | 0                |
| 日本             | 日本               | 日本             | 日本             | リーグ戦         | リーグ戦         | リーグ杯         | リーグ杯         | 天皇杯           | 天皇杯           | 期間通算         | 期間通算         |
| 2014             | 鹿島               | 7                | J1               | 8                | 0                | -                | -                | -                | -                | 8                | 0                |
| ブラジル         | ブラジル           | ブラジル         | ブラジル         | リーグ戦         | リーグ戦         | ブラジル杯       | ブラジル杯       | オープン杯       | オープン杯       | 期間通算         | 期間通算         |
| 2015             | ヴィトーリア       | 10               | セリエB          | 21               | 0                | 3                | 0                | -                | -                | 24               | 0                |
| 通算             | ブラジル           | ブラジル         | セリエA          |                  |                  |                  |                  |                  |                  |                  |                  |
| 通算             | ブラジル           | ブラジル         | セリエB          |                  |                  |                  |                  |                  |                  |                  |                  |
| 通算             | ロシア             | ロシア           | プレミア         |                  |                  |                  |                  |                  |                  |                  |                  |
| 通算             | スペイン           | スペイン         | プリメーラ       | 10               | 0                | 0                | 0                | -                | -                | 10               | 0                |
| 通算             | 日本               | 日本             | J1               | 99               | 20               | 10               | 3                | 8                | 1                | 117              | 24               |
| 総通算           |                    |                  |                  |                  |                  |                  |                  |                  |                  |                  |                  |

その他の公式戦
- 2012年
  - スーパーカップ 1試合1得点
- 2013年
  - スーパーカップ 1試合0得点

| 国際大会個人成績 | 国際大会個人成績 | 国際大会個人成績 | 国際大会個人成績   | 国際大会個人成績   | FIFA      | FIFA      |
| 年度             | クラブ           | 背番号           | 出場               | 得点               | 出場      | 得点      |
| CONMEBOL         | CONMEBOL         | CONMEBOL         | リベルタドーレス杯 | リベルタドーレス杯 | クラブW杯 | クラブW杯 |
| ---------------- | ---------------- | ---------------- | ------------------ | ------------------ | --------- | --------- |
| 2009             | サンパウロ       | 7                | 6                  | 0                  | -         | -         |
| 2010             | サンパウロ       | 7                | 7                  | 0                  | -         | -         |
| AFC              | AFC              | AFC              | ACL                | ACL                | クラブW杯 | クラブW杯 |
| 2011             | 柏               | 15               | -                  | -                  | 4         | 0         |
| 2012             | 柏               | 15               | 7                  | 0                  | -         | -         |
| 2013             | 柏               | 15               | 10                 | 2                  | -         | -         |
| 通算             | AFC              | AFC              | 17                 | 2                  | 4         | 0         |

## タイトル

### クラブ
ECバイーア
- バイーア州選手権：2回（1998, 1999）

クルゼイロEC
- コパ・スル＝ミナス：2回（2001、2002）
- ミナスジェライス州選手権（スーペルカンピオナート）：1回（2002）

SCコリンチャンス・パウリスタ
- サンパウロ州選手権：1回（2003）

FCロコモティフ・モスクワ
- ロシアサッカー・プレミアリーグ：1回（2004）

SCインテルナシオナル
- リオグランデ・ド・スル州選手権：1回（2005）
- コパ・リベルタドーレス：1回（2006）

サンパウロFC
- ブラジル全国選手権：2回（2007、2008）

柏レイソル
- Jリーグ ディビジョン1：1回（2011）
- FUJI XEROX SUPER CUP：1回（2012）
- 天皇杯全日本サッカー選手権大会：1回（2012）
- ヤマザキナビスコカップ：1回（2013）

### 個人
- Jリーグベストイレブン：1回（2011）
- AFCチャンピオンズリーグ ドリームチーム：1回（2013）[14]